# Munch Bunch
Munch Bunch és una sèrie de llibres infantils creats al Regne Unit per Barrie i Elizabeth Henderson. Els llibres van ser escrits sota el pseudònim Giles Reed per Barrie Henderson, Elizabeth Henderson i l'autor britànic Denis Bond, i il·lustrats per Angela Mitson. Van ser publicats entre 1979 i 1984 per Studio Publications (Ipswich) Ltd. al Regne Unit. Els drets de publicació dels Estats Units es van vendre a Rourke Publications, Inc. Els Munch Bunch són un grup de verdures, fruites, llegums i fruits secs que van ser arrossegats a la cantonada d'una botiga però que van fugir junts i es van instal·lar a casa dins i al voltant d'un vell cobert de jardí oblidat.

## Sèrie de televisió
També hi va haver un programa de televisió basat en titelles de principis dels anys vuitanta, produït per Mary Turner i John Read per a ITC Entertainment, socis de Gerry Anderson des de feia temps, que presentava els personatges dels llibres.
Les històries de la sèrie de televisió eren diferents de les que contenen els llibres i van ser escrites principalment per Bond (aquesta vegada amb el seu nom real), tot i que també hi van contribuir altres escriptors com Rosemary Kingsland.
Els personatges de la sèrie tenien la veu original del veterà equip de marit i dona de Judy Bennett i Charles Collingwood, coneguts sobretot pel seu treball a The Archers. Es van produir 52 edicions de deu minuts, que es van emetre originalment entre setembre de 1980 i maig de 1982. El programa també es va emetre a Hong Kong per TVB Pearl, Nova Zelanda per TV One i va ser una de les primeres sèries infantils que va emetre TV3 amb el títol d'El manat del mercat a partir del 17 de gener de 1984 (la segona després de Pac-Man, que es va començar a emetre el dia abans).

## Destrucció de the Munch Bunch
Els llibres es van esgotar a mitjans i finals de la dècada de 1980 després d'un incendi a Studio Publications que va destruir totes les obres d'art originals.

## Iogurt
La marca de iogurt Munch Bunch es va llançar cap a l'any 1981 coincidint amb el llançament de la sèrie de televisió, amb els personatges de Mitson, així com uns quants personatges que no pertanyen a llibres com Jenny Cherry i Charlie Chocolate, però a la dècada de 1990 s'havien convertit en marca completament per dret propi. conservant només el logotip i alguns noms de personatges.
La marca va tenir un ressorgiment al Regne Unit durant la dècada de 1990, en gran part com a resultat d'un popular anunci de televisió per a la gamma "pot shots" de Munch Bunch ambientat en una sala de billar, que es va emetre de maig de 1994 a febrer de 1996. Aquesta popularitat va ser de curta durada, i només tres dels personatges de Munch Bunch van aparèixer a la gamma.
Ladybird Books al Regne Unit va publicar una sèrie completament diferent de llibres de Munch Bunch el 1998 per vincular-se amb els iogurts, després del ressorgiment provocat pels anuncis de televisió de 1994-96. Denis Bond i Angela Mitson no estaven implicats i els personatges eren diferents, tot i que alguns, com Sally Strawberry, tenien un nom semblant.
La marca de iogurt Munch Bunch continua fins als nostres dies sota el paraigua de Nestlé: tanmateix, els personatges de "fruites i verdures" han estat substituïts per una mascota "vaca" anomenada Munch.